# Loredana (attrice)
Loredana, all'anagrafe Loredana Padoan (Venezia, 19 marzo 1924 – Roma, 18 gennaio 2016), è stata un'attrice italiana che è stata attiva negli anni quaranta.

## Biografia
Debuttò nel cinema alla fine degli anni trenta e prese parte a film storici, alle commedie dei telefoni bianchi, a pellicole melodrammatiche e a film ispirati ad opere liriche, alcuni dei quali ambientati nella sua città natale, Venezia, e lì realizzati tra l'autunno del 1943 e la primavera del 1945, nel breve periodo di attività del cosiddetto Cinevillaggio, centro di produzione cinematografica sorto durante la Repubblica Sociale Italiana in alternativa agli stabilimenti di Cinecittà, all'epoca abbandonati a causa della guerra in corso. Non riuscì mai comunque ad imporsi come nome di spicco del cinema italiano di quegli anni, venendo sempre considerata, sia dal pubblico che dalla critica, un'interprete di secondo piano.
Nel dopoguerra prese ancora parte ad alcune pellicole, che non riscossero però particolare successo. In seguito, dopo essersi sposata con un antiquario romano, decise di abbandonare la recitazione e dedicarsi alla famiglia.
Di lei resta una discreta filmografia comprendente titoli che hanno fatto una sorta di storia del costume dell'Italia a cavallo fra gli anni trenta (I grandi magazzini, di Mario Camerini) ed i quaranta (Ecco la radio!, di Giacomo Gentilomo).

## Filmografia

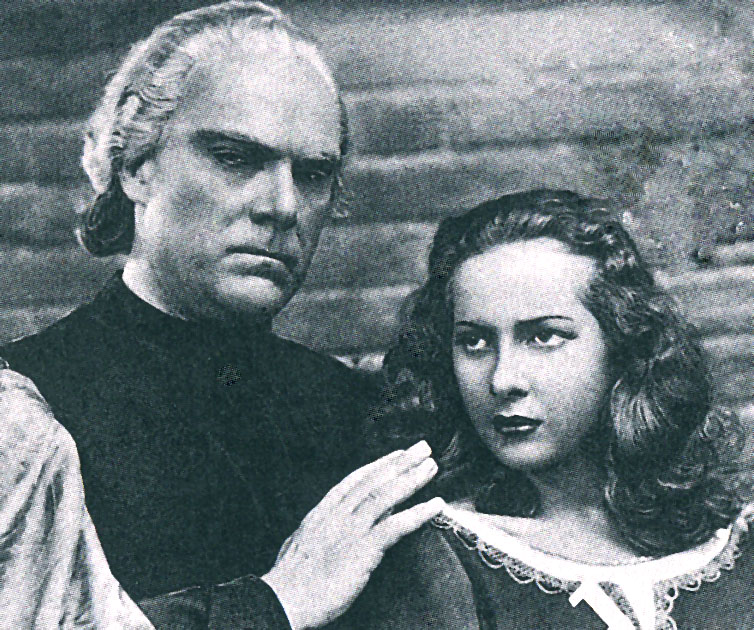
Memo Benassi e Loredana in una foto di scena del film Dente per dente (1943) di Marco Elter

- I grandi magazzini, regia di Mario Camerini (1939)
- Il carnevale di Venezia, regia di Giuseppe Adami e Giacomo Gentilomo (1939)
- Scandalo per bene, regia di Esodo Pratelli (1940)
- Ecco la radio!, regia di Giacomo Gentilomo (1940)
- La nascita di Salomè, regia di Jean Choux (1940)
- Idillio a Budapest, regia di Giorgio Ansoldi e Gabriele Varriale (1941)
- L'elisir d'amore, regia di Amleto Palermi (1941)
- Il re si diverte, regia di Mario Bonnard (1941)
- La sonnambula, regia di Piero Ballerini (1941)
- La signorina, regia di Ladislao Kish (1942)
- Musica proibita, regia di Carlo Campogalliani (1942)
- La storia di una capinera, regia di Gennaro Righelli (1943)
- Il figlio del corsaro rosso, regia di Marco Elter (1943)
- Dente per dente, regia di Marco Elter (1943)
- Gli ultimi filibustieri, regia di Marco Elter (1943)
- Gioco d'azzardo, regia di Parsifal Bassi (1943)
- La fornarina, regia di Enrico Guazzoni (1944)
- La gondola del diavolo, regia di Carlo Campogalliani (1946)
- Sangue a Ca' Foscari, regia di Max Calandri (1947)
- Rocambole, regia di Jacques de Baroncelli (1947)
- La rivincita di Baccarat (La Revanche de Baccarat), regia di Jacques De Baroncelli (1948)
- Emigrantes, regia di Aldo Fabrizi (1949)

## Doppiatrici
- Renata Marini in Musica proibita, La fornarina
- Dina Perbellini in Il re si diverte
- Rosetta Calavetta in Dente per dente
- Lydia Simoneschi in La gondola del diavolo